# Guió il·lustrat

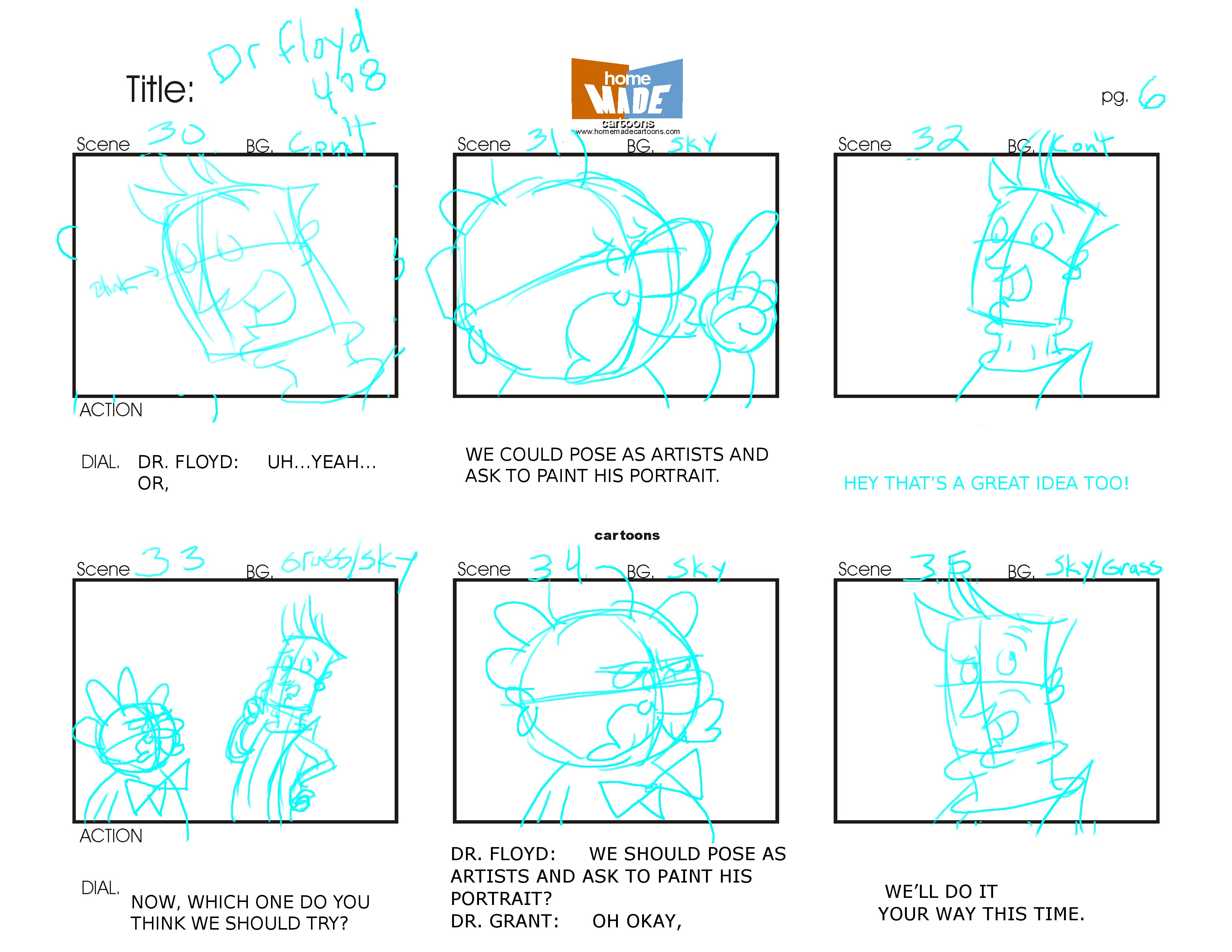
Exemple de guió il·lustrat

Un guió il·lustrat o escenari/guió gràfic (en anglès, storyboard, o simplificat story) és la representació il·lustrada d'una pel·lícula abans de la seva realització. És un document tècnic format d'un conjunt de vinyetes o d'il·lustracions mostrades en seqüència amb l'objectiu de servir de guia per entendre una història, previsualitzar una animació o seguir l'estructura d'una pel·lícula en la reproducció, acompanyades generalment del text dels diàlegs o de la veu en off i d'altres anotacions tècniques relatives als efectes sonors o visuals.
S'hi descriu el conjunt dels paràmetres cinematogràfics (enquadraments, moviments de càmera i de personatges, enllaços, etcètera.) 
Un storyboard és essencialment una sèrie gran de vinyetes d'una pel·lícula o d'alguna secció d'una pel·lícula produïda per endavant per ajudar els directors i els cineastes a visualitzar les escenes i trobar problemes potencials abans que aquests tinguin lloc. Cada vinyeta equival a una presa i ha de mostrar el moment clau de l'acció: l'angle de la càmera, la presa a realitzar, les accions dels actors, la distribució de l'escenografia, etc. amb la major exactitud possible, per tal de visualitzar i planificar el rodatge de la pel·lícula. És molt pràctic, ja que millora la circulació de les informacions entre els equips de rodatge, i constitueix una eina de referència en la producció del film. Els storyboards inclouen instruccions o apunts necessaris que serviran a l'equip de treball perquè aquest es desenvolupi dins d'un pla preestablert. Gràcies a aquest element, el director pot desglossar i segmentar la seva filmació sense seguir estrictament l'ordre lògic de la trama.
El procés de creació d'un storyboard, en la forma que es coneix avui, va ser desenvolupat a l'estudi de Walt Disney a principis dels anys 1930, després de diversos anys de processos similars que van ser emprats a Disney i altres estudis d'animació. El Storyboarding es va fer popular en la producció de pel·lícules d'acció a començaments dels anys 1940.
En la creació d'una pel·lícula amb qualsevol grau de fidelitat a una guió, un storyboard proporciona una disposició visual dels esdeveniments tal com han de ser vistos per l'objectiu de la càmera. En el procés de storyboarding, els detalls més tècnics d'una pel·lícula poden ser descrits de manera eficient en el quadre (la imatge), o amb anotacions al peu.
L'elaboració d'un storyboard està en funció directament proporcional amb l'ús: en publicitat sovint es fa servir més perquè el director i el productor aportin el seu talent i enriqueixin la filmació, mentre que en el cinema és molt més tècnic i elaborat perquè serveixi de guia a cada membre de l'equip de treball.
També podem trobar storyboards en color o en blanc i negre, plens de detalls o simplement traços que esbossen una idea de figures.
És comuna la utilització del storyboard en animacions ja sigui tradicionals o per ordinadors.

## Els models
Es fan servir diversos tipus de storyboards , segons la seva utilitat i els costums dels directors.

### Model americà / còmics
Aquest model s'utilitza sobretot als Estats Units. Es compon simplement d'una sèrie de dibuixos representant cadascun un pla, cosa que li dona l'aparença d'un còmic. Com que no conté molta informació, aquest model no és el més pràctic. Tanmateix, n'hi ha prou generalment per a la preparació del rodatge i dona una bona idea dels plans a filmar.

### Model pla per pla
Aquest model, molt més complet, comprèn generalment una pàgina per pla. Sobre cadascuna d'aquestes pàgines, es dibuixen la imatge de començament i la imatge de final del pla, i, en cas necessari, dels marcs intermedis per a plans complexos. S'hi afegeix un pla en el sòl (comprenent els elements de decoració, els personatges, l'angle de camp de la càmera i els seus desplaçaments així com els moviments dels elements), en l'escala, i totes les informacions específiques de cadascun dels plans (escenografia, diàlegs, moviments, efectes...).